# Zanna clavaticeps
Zanna clavaticeps är en insektsart som beskrevs av Karsch 1890. Zanna clavaticeps ingår i släktet Zanna och familjen lyktstritar. Inga underarter finns listade i Catalogue of Life.